# Błahowiszczenka (obwód dniepropetrowski)
Błahowiszczenka (ukr. Благовіщенка) – wieś na Ukrainie, w obwodzie dniepropetrowskim, w rejonie dnieprzańskim, w hromadzie Mykołajiwka. W 2001 liczyła 343 mieszkańców, spośród których 309 wskazało jako ojczysty język ukraiński, 30 rosyjski, a 4 białoruski.